# Francolinus pintadeanus
Francolinus pintadeanus е вид птица от семейство Phasianidae.

## Разпространение
Видът е разпространен във Виетнам, Индия, Камбоджа, Китай, Лаос, Мианмар, Тайланд и Хонконг.